# Centerring (Randers)
 For alternative betydninger, se Centerring. (Se også artikler, som begynder med Centerring)
Centerring O1 er en indre ringvej, der går rundt om Randers Centrum.
Vejen består af Tørvebryggen – Vestervold – Markedsgade – Dragonvej – Rosenørnsgade – Havnegade og ender til sidst i Tørvebryggen igen.. 
Centerring skal lede gennemkørende trafik uden om Randers Centrum og fungere som en alternativ rute for dem, der har ærinder inde i den indre by. 
Indenfor centerringen er samtlige kommunale parkeringspladser mod betaling.